# The Haunted
The Haunted je švedski heavy metal sastav iz Göteborga, čija glazba varira od thrash i groove do melodičnog death metala

## Povijest sastava
Sastav je osnovan 1996. godine, a prvu postavu činili su Patrik Jensen, Adrian Erlandsson, peter Dolving, te braća Björler, Anders i Jonas, bivši članovi sastava At the Gates. Nakon objavljivanja prvog studijskog albuma The Haunted 1998. godine, pjevač Peter Dolving i bubnjar Daniel Erlandsson napuštaju sastav, te ih zamjenjuju Marco Aro i Per Möller Jensen. Za idući album Made Me Do It objavljenog 2000., na kojem je glazba sličnija "göteburškom metalu" osvajaju švedski Grammy u kategoriji na najbolji hard rock album. Istu nagradu osvajaju i za hvaljeni treći studijski album One Kill Wonder. No, Marco Acro zbog obiteljskih razloga napušta sastav, te se na mjesto pjevača vraća Peter Dolving. Godine 2004. objavljuju novi album rEVOLVEr, te iduće godine nastupaju na Ozzfestu. Idući album The Dead Eye objavljuju 2006., te kreću na europsku i sjeverno američku turneju, nakon koje 2008. objavljuju Versus. 
Svoj zasada posljednju album Unseen objavili su u ožujku 2011. godine. Početkom 2012., Peter Dolving ponovno napušta sastav, a u listopadu isto čine i gitarist Anders Björler i bubnjar Per Möller Jensen. Nova postava okuplja se u lipnju 2013., koju čine stari članovi Patrik Jensen, Marco Aro, Jonas Björler i Adrian Erlandsson te novi gitarist Ola Englund iz sasstava Six Feet Under.

## Članovi sastava
Sadašnja postava
- Patrik Jensen - ritam gitara (1996.- )
- Jonas Björler - bas-gitara (1996.- )
- Adrian Erlandsson - bubnjevi (1996. – 1999., 2013.-)
- Marco Aro - vokal (1999. – 2003., 2013.-)
- Ola Englund - gitara (2013.-)

Bivši članovi
- John Zwetsloot - gitara (1996.)
- Peter Dolving - vokal (1996. – 1998., 2003. – 2012. )
- Anders Björler - gitara (1996. – 2001., 2002. – 2012.)
- Per Möller Jensen - bubnjevi, udaraljke (1999. – 2012.)

## Diskografija
Studijski albumi
- The Haunted (1998.)
- Made Me Do It (2000.)
- One Kill Wonder (2003.)
- rEVOLVEr (2004.)
- The Dead Eye (2006.)
- Versus (2008.)
- Unseen (2011.)
- Exit Wounds (2014.)
- Strength in Numbers (2017.)

## Vanjske poveznice
- Službena stranica  Arhivirana inačica izvorne stranice od 7. rujna 2014. (Wayback Machine)